# The Paint Job
The Paint Job es una película estadounidense de comedia y suspenso de 1992, dirigida por Michael Taav, que a su vez la escribió, musicalizada por John Wesley Harding, en la fotografía estuvo Robert D. Yeoman y los protagonistas son Will Patton, Bebe Neuwirth y Robert Pastorelli, entre otros. El filme fue producido por Second Son Publications y se estrenó el 27 de abril de 1992.

## Sinopsis
Este largometraje trata acerca de un triángulo amoroso, el cual está conformado por un pintor de casas, su jefe y la sentimental y frágil mujer del jefe.